# Rafha
Rafha (en árabe: رفحة‎) es una localidad de Arabia Saudita, en la región de Fronteras del Norte.

## Demografía
Según estimación 2010 contaba con 53694 habitantes.